# Danmarks og Norges ökonomiske Magazin
Danmarks og Norges ökonomiske Magazin („Magazyn Ekonomiczny Danii i Norwegii”) — pismo ekonomiczne powstałe w latach pięćdziesiątych XVIII wieku. W latach 1757–1764 wydawał je biskup Bergen Erik Pontoppidan. 
W 1755 rząd skierował do społeczeństwa prośbę-propozycję przedstawiania rad ekonomicznych, które mogłyby przyczynić się do wzrostu zamożności kraju. Danmarks og Norges ökonomiske Magazin drukował m.in. polemiki i propozycje związane z tym apelem.
1 stycznia 1758 roku pastor Otto Diederich Lutken (1719–1790) rozważał na łamach pisma kwestię, czy jest jakaś preferowana dla gospodarki i rozwoju królestwa liczba poddanych, wyprzedzając o wiele lat teorie Thomasa Malthusa.